# 楊汝椿
楊汝椿（1961年2月17日—2013年12月30日），台灣的記者與台灣獨立運動人士，曾任《聯合晚報》記者，在《聯合晚報》記者任內參加外省人台灣獨立促進會與建國廣場等台獨團體，也曾任《台灣壹週刊》主筆、外省人台灣獨立促進會執行委員、外省人台灣獨立促進會《外獨會季刊》主編、建國廣場戶外集會現場主持人、台灣新聞記者協會第一屆副會長、台灣新聞記者協會第二屆會長、台灣新聞記者協會執行委員、中華民國車輛記者聯誼會會長等職。2013年12月30日卒於《台灣壹週刊》主筆任內。